# Scrupocellaria incurvata
Scrupocellaria incurvata is een mosdiertjessoort uit de familie van de Candidae. De wetenschappelijke naam van de soort is voor het eerst geldig gepubliceerd in 1897 door Waters.